# Корбетт, Харви Уайли
Харви Уайли Корбетт (англ. Harvey Wiley Corbett; 8 января 1873, Сан-Франциско, Калифорния — 21 апреля 1954) — американский архитектор, автор проектов множества зданий и небоскрёбов в Нью-Йорке и Лондоне.

## Биография
Родился в Сан-Франциско. Получил инженерное образование в Беркли, затем обучался в парижской школе изящных искусств. С 1900 года работал в архитектурном бюро Кэсса Гильберта. Ещё в 1910-х годах Корбетт, совместно с Фрэнсисом Ливингстоном Пеллом, проектирует здания и башню спрингфилдской муниципальной группы.